# Halvor Egner Granerud
Halvor Egner Granerud, né le 29 mai 1996 à Oslo, est un sauteur à ski norvégien. Il est la révélation de la saison 2020-2021, où il remporte ses premiers concours en Coupe du monde et la médaille d'argent aux Championnats du monde de vol à ski. Il remporte la Tournée des quatre tremplins 2022-2023.

## Carrière
Licencié au Asker Skiklubb, il débute en compétition FIS (FIS Cup) en juillet 2013. Aux Championnats du monde junior 2015, il est médaillé d'or dans l'épreuve par équipes. Une semaine plus tard, en Coupe continentale, l'antichambre de la Coupe du monde, il remporte son premier concours à Lahti. 
Il entre dans la Coupe du monde lors de la saison 2015-2016, à Lillehammer où il disqualifié. Il est médaillé d'argent par équipes aux Championnats du monde junior 2016.
Il marque ses premiers points en Coupe du monde en décembre 2016 à Oberstdorf (28e). Son meilleur résultat de l'hiver 2016-2017 est une 16e place à Pyeongchang. En décembre 2017, il obtient son premier top dix en se classant cinquième à Engelberg. Au Grand Prix d'été 2018, il monte sur son premier podium dans une compétition avec l'élite du saut avec une troisième place à Wisła.
Lors de la saison 2018-2019, grâce à trois résultats dans le top cinq (mais aucun podium), il obtient sa sélection pour les Championnats du monde disputés à Seefeld, où il est notamment cinquième par équipes.
Au début de la saison 2019-2020, il est hors de forme et va concourir en Coupe continentale. Il marque quelques points dans la deuxième moitié de l'hiver dans la Coupe du monde.
Malgré le manque de compétitions pour définir les sélections pour la Coupe du monde en 2020-2021, il est reconduit dans l'équipe première et démarre par une quatrième place à Wisla. De là, sa forme monte de manière crescendo, Granerud gagnant le deuxième concours de Kuusamo la semaine suivante, puis réalise deux doublés de victoires à Engelberg et Nijni Taguil pour figurer en tête du classement général.
Aux Championnats du monde de vol à ski 2020, qui avaient été reportés, pour ses premiers championnats internationaux, il remporte la médaille d'argent au concours individuel, à seulement 0,5 point du vainqueur Karl Geiger, son plus proche concurrent cette saison et après 4 manches. Il est de nouveau décisif dans le concours par équipes dont la Norvège domine pour la troisième fois consécutive en compagnie de Daniel-André Tande, Johann André Forfang et Robert Johansson. Il gagne ainsi la première médaille d'or de sa carrière mondiale.
Après la Tournée des quatre tremplins, où Kamil Stoch domine la compétition, alors que Granerud monte sur un seul podium à Garmisch-Partenkirchen, il reprend sa marche victorieuse à Titisee-Neustadt, devant Daniel-André Tande. Il enchaîne ensuite quatre autres succès en Allemagne à Willingen et Klingenthal, où il maîtrise des conditions difficiles. Le 14 février 2021, il porte son nombre de victoires à onze sur le deuxième concours de Zakopane, soit le même total que Roar Ljøkelsøy, le record pour un Norvégien sur toute une carrière. Il étend son avance au classement général à plus de 500 unités devant Markus Eisenbichler.

## Palmarès

### Jeux olympiques
| Épreuve / Édition | Pékin 2022 |
| Petit tremplin    | 30e        |
| Grand tremplin    | 8e         |
| Par équipes       | 4e         |

### Championnats du monde
| Épreuve / Édition        | Individuel     | Individuel     | Par équipes    | Par équipes |
| Épreuve / Édition        | Petit tremplin | Grand tremplin | Grand tremplin | Mixte       |
| Mondiaux 2019 Seefeld    | —              | 33e            | 5e             | —           |
| Mondiaux 2021 Oberstdorf | 4e             | —              | —              | Argent      |
| Mondiaux 2023 Planica    | 11e            | 7e             | Argent         | Argent      |

Légende :
- : première place, médaille d'or
- : deuxième place, médaille d'argent
- : troisième place, médaille de bronze
- — : Halvor Egner Granerud n'a pas participé à cette épreuve

### Championnats du monde de vol à ski
| Épreuve / Édition | Planica 2020 | Vikersund 2022 |
| Individuel        | Argent       | —              |
| Par équipes       | Or           | Bronze         |

### Coupe du monde
- 2 gros globes de cristal en 2021 et 2023.
- Vainqueur de la Tournée des quatre tremplins 2022-2023.
- 41 podiums en individuel : 25 victoires, 13 deuxièmes places et 3 troisièmes places.
- 9 podiums en épreuve par équipes : 2 victoires, 1 deuxième place et 6 troisièmes places.
- 1 podium en Super Team : 1 troisième place.
- 5 podiums par équipes mixte : 2 victoires, 2 deuxièmes places et 1 troisième place.

#### Victoires individuelles
| Année     | Lieu | Total |
| 2020-2021 | Ruka, Nijni Taguil × 2, Engelberg × 2, Titisee-Neustadt, Willingen × 2, Klingenthal × 2, Zakopane                            | 11    |
| 2021-2022 | Nijni Taguil, Lahti | 2     |
| 2022-2023 | Ruka, Oberstdorf, Garmisch, Bischofshofen, Zakopane, Bad Mitterndorf × 2, Willingen × 2, Lake Placid, Lillehammer, Vikersund | 12    |

#### Classements généraux annuels
| Année | Rang |
| 2017  | 42e  |
| 2018  | 20e  |
| 2019  | 15e  |
| 2020  | 61e  |
| 2021  | 1er  |
| 2022  | 4e   |
| 2023  | 1er  |

### Grand Prix
- 1 podium individuel.

### Coupe continentale
- 5e du classement général en 2016.
- 14 podiums, dont 6 victoires.

Dernière victoire : en 2018